# Brian Barry
Brian Barry, född 13 januari 1936 i London, död 10 mars 2009, var en brittisk moralfilosof och politisk filosof. Han utbildades vid Oxfords universitet. Han skrev bland annat om valets och slumpens inverkan på samhällelig fördelning av resurser och om förhållandet mellan humanitära handlingar och rättvisa handlingar.

## Filosofi

### Humanity and Justice in Global Perspective
I artikeln Humanity and Justice in Global Perspective från 1982 diskuterade Barry förhållandet mellan humanitära och rättvisa handlingar. En humanitär handling definieras som "en handling som utförs för att lindra och lätta andras nöd".
Barry lägger upp diskussionen genom att ställa tre frågor: (1) Är det obligatoriskt att handla humanitärt? (2) Vad har svaret på (1) för konsekvenser för synen på fattiga länder? och (3) Med vilket kriterium ska vi avgöra uppoffringarnas storlek?
På den första frågan svarar Barry att det finns humanitära skyldigheter. För att illustrera detta använder han ett exempel som Peter Singer använder i sin bok "Praktisk etik". Om du gick förbi en liten damm där ett barn höll på att drunkna, skulle du då anse dig vara förpliktigad att hjälpa? Enligt Barry och Singer har vi en sådan plikt. Mer generellt lyder principen att "Om man kan förhindra något sådant utan att offra något av jämförbar moralisk betydelse, så är vi förpliktigade att göra det." Av denna allmänna princip kan man enligt Barry härleda att vi har humanitära plikter, även internationellt sett.
På den andra frågan utgår Barry från att man har svarat jakande på den första frågan. De som är emot internationellt bistånd har fört fram tre huvudsakliga argument för detta. Nedan följer dessa samt Barrys svar:
1. Det finns en stor diskrepans mellan barnet i exemplet och fattiga länder vad gäller skuld och ansvar. Fattiga länder är själva ansvariga, men det är inte barnet. På detta svarar Barry att, även om det är statens ansvar, varför ska individen lida för det?
2. Skillnaden är också närheten, den så kallade "en-en-relationen". Man har bara skyldigheter när en sådan närhet i tid och rum föreligger: Enligt både Singer och Barry är detta godtyckligt, och skulle få som konsekvens att om damm-exemplet innehöll tre potentiella räddare, skulle ingen vara förpliktigad att hjälpa.
3. Hjälpen är ineffektiv och nästan meningslös: Barry menar att detta är obefogat pessimistiskt och övergeneraliserat.
På den tredje frågan svarar Barry att det inte finns något enkelt kriterium. Som motsats till exempelvis utilitarismen menar Barry att det kan finnas olika kriterium för damm-exemplet och internationellt bistånd. Det som är säkert är att plikten ökar med offrets lidande, och att man måste väga för- mot nackdelar. På så sätt kan vi åtminstone rimligen uppskatta ungefär hur mycket vi är förpliktigade att bistå med.
Barry indelar olika rättviseanalyser i två huvudsakliga fållor: (1) rättvisa som reciprocitet, och (2) rättvisa som lika rättigheter.
Den första kategorin innehåller tre underkategorier: rättvisa som trohet, vilket kan appliceras i situationer som att hålla löften, avtal och kontrakt. Det handlar om att leva upp till legitima förväntningar, vilket är en konservativ princip, då man endast strävar efter att behålla status quo. Den andra underkategorin är rättvisa som återgäldning och berör sådant som att två samarbetande ska få ut en skälig vinst av samarbetet. Den tredje kategorin är rättvisa som fair play, vilket går ut på att man inte har rätt att åtnjuta fördelarna av ett samarbete utan att "betala".
Angående den andra kategorin, rättvisa som lika rättigheter, säger Barry att det finns ett särskilt objekt för dessa lika rättigheter, nämligen jordens naturresurser. Detta beror på att naturtillgångarna inte är resultatet av människors handlingar, och därför är det mänsklighetens gemensamma egendom. På grundval av detta kommer Barry fram till en idé om internationell beskattning, baserat på varje lands BNP, samt komplementering baserat på mineraltillgångar och mark.
Humanitet är en målbaserad plikt medan rättvisa är en rättighetsbaserad. Rättvisans ämne är kontrollen över hur kontrollen över medlen är funtad, det vill säga makt. Frågan om rättvisa har företräde framför humanitära plikter, och de båda kan komma i konflikt.

### Chance, Choice and Justice
I artikeln Chance, Choice and Justice från 1989 undersöker Barry två rättviseprinciper och huruvida de är kompatibla. Den första av dessa är kompensationsprincipen; att samhällets institutioner ska kompensera för den roll som ren tur spelar i fördelningen av samhällets resurser. Den andra principen handlar om personligt ansvar och går ut på att samhället ska vara inrättat på så vis att det speglar de ingående individernas val; fördelningen ska baseras på vilka val individerna gör. Frågan är i vilken grad de går att förena.
Barry medger att dessa principer inte uttömmer allting som ryms inom begreppet "rättvisa". Han menar exempelvis att de kan inskränkas om det är till allas fördel. Detta kallar han för principen om gemensam nytta ("principle of common advantage"). Till skillnad från utilitaristerna betraktar han dock inte denna princip som ensamt avgörande vad som är rättvist.
För att ge en överblick över de två rättviseprinciperna ställer Barry upp tre möjliga synsätt: "choicism", "qualified choicism" och "anti-choicism". Han betraktar "choicism" som en position som förvisso inte är lika extrem Robert Nozicks – som inte lämnar något utrymme överhuvudtaget för kompensation av tur – utan tar hänsyn till både tur och val, men betraktar valen som viktigast. Ett av "choicisternas" viktigaste teoretiska vapen är försäkringar. Att människor svälter ihjäl på grund av slumpmässiga faktorer kan då tillåtas, eftersom de kunde ha försäkrat sig mot detta. Vad gäller utbildning och arbete kan de peka på att alla har ett formellt val. Eftersom det exempelvis finns arbetarklassbarn som har lyckats utbilda sig till advokater, visar detta att möjligheten finns. På så sätt rättfärdigar man inkomstskillnader beroende av utbildning.
"Qualified choicism" är synen att valets betydelse som rättfärdigande av ojämlikhet, av choicisten är överskattat.
"Anti-choicism" är motsatsen till choicism. Synsättet innebär att man i princip accepterar de båda rättviseprinciperna, men att slumpens betydelse så gott som, eller helt och hållet, äter upp allt utrymme för fria val. "Anti-choicisten" kan peka på att våra preferenser, läggningar och trosuppfattningar beror på faktorer som vi själva inte har valt, och att vi följaktligen inte kan hållas ansvariga för de val som följer av dessa. En mjuk variant av detta synsätt skulle tänkas vara att man endast accepterar de preferenser som själva har uppkommit som ett val av agenten, samt de som just nu skulle kunna ändras av agenten, oavsett hur de ursprungligen uppkom. John Rawls menar exempelvis att alla preferenser är möjliga att justera. Han har dock en något säregen syn på detta, då han erkänner att detta inte alltid är sant, men att det ändå ska förutsättas därför att det ger upphov till de bästa konsekvenserna.
Anti-choicismen tycks leda till en del oönskade slutsatser, som att man aldrig kan straffa brottslingar. Men om anti-choicisten här anammar principen om gemensam nytta kan man fortfarande rättfärdiga exempelvis straff. Detta får som följd att i praktiken utmynnar anti-choicismen i ett samhälle som kan likna vissa drag hos det choicistiska, men skillnaden ligger i rättfärdigandet.
Med ovanstående hastiga skiss över de olika positionerna i bakhuvudet, drar Barry en egen slutsats. Han menar att varje seriös rättviseteori måste ta hänsyn till båda rättviseprinciper. Hans eget sätt att göra detta på är som följer: Han accepterar den anti-choicistiska synen att man endast är ansvarig för de handlingar som beror på preferenser som man också är ansvarig för. Men till skillnad från anti-choicismen definierar han "preferenser som man är ansvarig för" som de preferenser som man är nöjd med. Hur de uppkom är irrelevant. Detta kallar han "semi-choicism" eftersom det accepterar att preferenserna bakom ens handlingar är relevanta, men samtidigt förkastar anti-choicismens krav på att man måste ha valt, eller kunna ändra, dessa preferenser. Om du har preferenser du inte vill ha, men inte kan bli av med, kan du inte sägas vara ansvarig för de handlingar som uppstår på grund av dessa. Men om du har preferenser som du vill ha, och som ger upphov till "onda" handlingar, så är du också ansvarig för dessa handlingar.